# 2012 en France
Chronologie de la France
- 2008
- 2009
- 2010
- 2011
- 2012
- 2013
- 2014
- 2015
- 2016

Cette page présente les faits marquants de l'année 2012 en France.

## Événements

### Janvier
- 13 janvier : l'agence de notation financière Standard & Poor's dégrade la notation financière de la France d’un cran, de AAA à AA+.
- 31 janvier : Inauguration de Clinatec à Grenoble.

### Février
- Du 1er au 13 février : vague de froid.
- 1er février : réforme de la dépendance. Le président Sarkozy déclare que « traiter ce dossier de façon exhaustive dans le contexte actuel n'aurait pas été responsable, tout simplement parce qu'on ne peut pas traiter la dépendance simplement en créant de la dette et donc en reportant son financement sur les générations futures ». Abandon de la prise en charge par la Sécurité sociale de la dépendance des personnes âgées[1].
- 26 février : l'acteur français Jean Dujardin remporte l'Oscar du meilleur acteur.

### Mars
- 11, 15 et 19 mars : attentats de mars 2012 à Toulouse et Montauban, contre une école juive et des militaires français. 8 morts.
- 22 mars : Mohammed Merah, le responsable des attentats de Toulouse, est tué lors de son interpellation par le RAID.
- Polémique sur la gestion du cas Merah par les services de sécurité avant et pendant les attentats.

### Avril
- 7 avril : mise en service des lignes 3 et 4 du tramway de Montpellier.
- 18 avril : décret de création du parc national des Calanques.
- 21 avril : Amine Bentounsi est abattu par un policier à Noisy-le-Sec. Celui-ci sera condamné en mars 2017.
- 22 avril : premier tour de l'élection présidentielle française de 2012 : François Hollande et Nicolas Sarkozy sont en tête et admis au second tour.
  - François Hollande (PS) : 28,6 %, Nicolas Sarkozy (UMP) : 27,1 %, Marine Le Pen (FN) : 17,9 %, Jean-Luc Mélenchon (FG) : 11,1 %, François Bayrou (MoDem) : 9,1 %.

### Mai
- 4 mai : Le Conseil constitutionnel déclare anti-constitutionnelle la loi sur le harcèlement sexuel. Cette décision provoque l'annulation immédiate de l’ensemble des poursuites pénales concernant le harcèlement. Violente polémique.
- 6 mai : second tour de l'élection présidentielle française de 2012 : François Hollande (PS) est élu avec 51,6 % des voix. Les socialistes reviennent au sommet de l’État après 17 ans de présidence de droite.
- 15 mai : François Hollande est investi président de la République, succédant à Nicolas Sarkozy. Jean-Marc Ayrault est nommé premier ministre.
- 16 mai : formation du premier gouvernement Jean-Marc Ayrault.

### Juin
- François Hollande annonce le retrait des troupes militaires françaises d'Afghanistan.
- 10 et 17 juin : élections législatives, le parti socialiste et ses alliés obtiennent 295 députés sur 577 à l'Assemblée nationale (51,1 % des sièges), soit la majorité absolue.
- 17 juin : meurtre de deux gendarmes à Collobrières, dans le département du Var, Alicia Champlon et Audrey Bertaut. Elles interviennent pour mettre fin à une rixe et sont tuées toutes les deux par Abdallah Boumezaar, délinquant multirécidiviste[2]. Le lendemain, un hommage national est prononcé par le président de la République François Hollande et par le ministre de l'Intérieur Manuel Valls.
- 21 juin : formation du deuxième gouvernement Jean-Marc Ayrault.
- 23 juin : inauguration du tramway de Brest.
- 26 juin : Claude Bartolone est élu président de l'Assemblée nationale
- 26 juin : affaire Marina Sabatier : Eric Sabatier et Virginie Darras sont condamnés à 30 ans de réclusion criminelle avec 20 ans de sûreté, par la cour d’assises de la Sarthe, pour le meurtre de leur fille Marina en août 2009, à la suite d’une vie de maltraitance.
- 30 juin : fin du service Minitel.

### Juillet
- Création des Zones de sécurité prioritaire. Redéploiement des forces de l'ordre vers les quartiers sensibles.
- 11 juillet : parution au Journal officiel du décret n° 2012-870 du 10 juillet 2012 à propos du Code de déontologie des activités privées de sécurité
- 14 - 16 juillet : création de la Commission sur la rénovation et la déontologie de la vie publique

### Août
- 6 août : Le parlement adopte en urgence une nouvelle loi sur le harcèlement sexuel, à la suite de son abrogation trois mois plus tôt par le Conseil constitutionnel.
- 13 août : Graves émeutes à Amiens-Nord qui dureront 2 jours. Violents affrontements avec les forces de l'ordre, tirs d'arme à feu, destruction de bâtiments et de véhicules. 300 CRS sont déployés en renfort dans la ville. Le préjudice est évalué à au moins 10 millions d'euros. 17 policiers ont été blessés. En tout, plus de 170 personnes sont interpellées à la suite de ces émeutes.

### Septembre
- Mise en service du tramway dans l'agglomération dijonnaise : ligne numéro 1 reliant la commune de Quetigny (Dijon Sud Est) à la gare de Dijon.
- 5 septembre : une fusillade dans la commune de Chevaline, en Haute-Savoie, fait 4 morts (3 Irakiens et 1 Français).
- 24 septembre : décret du 24 septembre 2012 dit "Décret fuite" ou "Loi Warsmann" qui permet de demander un plafonnement des factures d'eau s'il y a fuite d'eau après le compteur.

### Novembre
- 19 novembre : inauguration du prolongement de la ligne 2 du tramway d'Île-de-France jusqu'au pont de Bezons.

### Décembre
- Ouverture de la ligne 2 du tramway de Dijon assuré par le réseau de transports en commun Divia (groupe Keolis).
- Prolongement de la ligne 3a du tramway d'Île-de-France de Porte d'Ivry à Porte de Vincennes et mise en service de la ligne 3b.
- 4 décembre :
  - ouverture du Louvre-Lens à Lens, Pas-de-Calais ;
  - Le site Mediapart rend publique la possession par le ministre du budget, Jérôme Cahuzac, d'un compte bancaire non déclaré en Suisse.
- 7 décembre :
  - Le parquet ouvre une enquête préliminaire à la suite de la révélation de Mediapart.
- 8 décembre : élection de Miss France 2013 remportée par Marine Lorphelin (Miss Bourgogne).
- 12 décembre :
  - lancement officiel du nouveau tramway du Havre ;
  - lancement des 6 nouvelles chaînes de la TNT HD (HD1, L'Équipe 21, 6ter, Numéro 23, RMC Découverte et Chérie 25)
- 18 décembre :
  - prolongement de la ligne 12 du métro de Paris jusqu'à la station Front populaire. (phase 1)
  - Le budget 2013 est rejeté au Sénat par 177 voix contre 169. Les sénateurs UMP et communistes ont voté contre alors que le groupe PS et RDSE a voté pour. Les premières divisions entre communistes et socialistes apparaissent.
- 20 décembre : Adoption définitive du projet de loi de finance 2013 par l'Assemblée nationale.
  - Déficit à 3 % du PIB
  - Hypothèse de croissance à 0,8 %
  - Hausse des impôts de 10 milliards d'euros sur les entreprises
  - Hausse des impôts de 10 milliards d'euros sur les ménages
  - 10 milliards d'euros d'économies
  - Création de 2 tranches d'impôt sur le revenu de 45 et 75 %
- 30 décembre : Mesure phare du programme du président Hollande, la taxe à 75 % est censurée par le Conseil constitutionnel pour non-respect du quotient familial.

## Culture

### Cinéma

#### Films français sortis en 2012
- 1er février : La Vérité si je mens ! 3
- 20 février : Les Infidèles
- 14 mars : Cloclo
- 17 octobre : Astérix et Obélix : Au service de Sa Majesté de Laurent Tirard

#### Prix et récompenses
- 37e cérémonie des César : César du meilleur film pour The Artist de Michel Hazanavicius
- Prix Jean-Vigo : L'Âge atomique d’Héléna Klotz
- Festival de Cannes 2012 : du 16 au 27 mai.

## Droit en France en 2012
- Code de déontologie des activités privées de sécurité : parution au Journal officiel du 11 juillet 2012 du décret n° 2012-870 du 10 juillet 2012 avec l'annexe relatif au code de déontologie des personnes physiques ou morales exerçant des activités privées de sécurité (NOR : INTD1205775D)

## Sport en France en 2012
- Internationaux de France de tennis 2012 : du 22 mai au 10 juin.
- Tour de France 2012 : du 30 juin au 22 juillet.